# Lagos (Láncara)
Lagos (llamada oficialmente Santalla de Lagos) es una parroquia y una aldea española del municipio de Láncara, en la provincia de Lugo, Galicia.

## Otras denominaciones
La parroquia también es conocida por el nombre de Santa Eulalia de Lagos.

## Organización territorial
La parroquia está formada por siete entidades de población, constando cinco de ellas en el nomenclátor del Instituto Nacional de Estadística español:
- Armada (A Armada)
- Asfarrapa (A Esfarrapa)
- Lagos
- Lagos
- Lama
- Santalla
- Seoane

## Demografía

### Parroquia
| Gráfica de evolución demográfica de Lagos (parroquia) entre 2000 y 2020 |
|                                                                         |
| Datos según el nomenclátor publicado por el INE.                        |

### Aldea
| Gráfica de evolución demográfica de Lagos (aldea) entre 2000 y 2020 |
|                                                                     |
| Datos según el nomenclátor publicado por el INE.                    |